# Sprawczość
Sprawczość (ang. agency) – w naukach społecznych termin ten oznacza zdolność, dzięki której jednostka może oddziaływać na inne jednostki czy wpływać poprzez takie działanie na szerszą sieć relacji społecznych, i jest z reguły przywoływany w kontekście problemu władzy. Związki pomiędzy jednostkową sprawczością a strukturami ograniczającymi możliwość jej całkowicie wolnej ekspresji (np. system prawny i edukacyjny) są jednym z głównych obszarów badawczych w nowoczesnych naukach społecznych. Mimo iż zwykle pojęcie to jest odnoszone jedynie do działających ludzi, część badaczy społecznych przypisuje sprawczość również przedmiotom. Tym, co odróżnia działanie ludzkie od działalności innych podmiotów sprawczych jest jego intencjonalność oraz zdeterminowanie.

## Sprawczość a intencjonalność
Thomas Hylland Eriksen, pisząc o interakcjach pomiędzy aktorami społecznymi, odróżnia pojęcie działania od pokrewnego mu pojęcia zachowania: zachowanie odnosi się do obserwowalnych zdarzeń, w których uczestniczą ludzie lub zwierzęta, natomiast działanie (sprawczość) sugeruje, że działający są w stanie zastanowić się nad tym, co robią. Nazywa się to zwracaniem uwagi na intencjonalny (wolicjonalny, refleksyjny) aspekt ludzkiego życia. Eriksen pisząc o sprawczości przywołuje fragment Kapitału Karola Marksa o budowniczym i pszczole: ul może być doskonalszy i bardziej funkcjonalny od domu postawionego przez budowniczego, jednak istnieje różnica jakościowa: ludzki budowniczy ma obraz domu w umyśle, zanim zacznie budowę. Pszczoła, w odróżnieniu od człowieka działa kierowana zaprogramowanymi „instynktami”. Intencjonalność ludzkiego zachowania odróżnia sprawczość ludzką od sprawczości bytów nie-ludzkich.

## Sprawczość a determinizm

### Sprawczość w teorii dyskursu Michela Foucault
Powszechne w dziedzinie studiów kulturowych przekonanie, że tożsamości aktorów społecznych są cząstkowymi konstruktami dyskursywnymi rodzi pytania o możliwości działania i powodowania zmian w porządku społecznym.
Zdaniem Michela Foucault, podmioty należy rozumieć jako konstrukty dyskursywne i wytwory władzy. Dyskurs reguluje to, co można powiedzieć o danych osobach w określonych warunkach społecznych i kulturowych. Foucault nie pokazuje jednak, w jaki sposób i dlaczego konkretne podmioty „zajmują” niektóre pozycje w dyskursie, a innych nie. Nie wyjaśnia również, w jaki sposób podmiot wytworzony na drodze dyscyplinarnych praktyk dyskursywnych mógłby stawić opór władzy. Określenie przez niego podmiotów jako „skutków” dyskursu może oznaczać pozbawienie jednostek jakiejkolwiek zdolności do działania.

### Sprawczość w teorii Anthony’ego Giddensa
Pogląd, że podmioty powinno się traktować jako aktywnych i świadomych sprawców działania pojawia się w pracach Anthony’ego Giddensa. Przeprowadza on krytykę Foucaulta, u której podstaw leży wykluczenie przez niego z narracji historycznych podmiotów rozumianych jako sprawców działania. Giddens stwierdza, że porządek społeczny jest konstruowany w obrębie codziennych czynności i opisów (językowych), dokonywanych przez aktywnych i świadomych aktorów społecznych.
Zasoby, z których czerpią ci aktorzy i które ich stwarzają, mają charakter społeczny. Rozłożenie tych zasobów i kompetencji pomiędzy poszczególnymi aktorami w strukturze społecznej jest jednak nierównomierne. Regularności czy też strukturalne własności systemów społecznych, które są niezależne od poszczególnych jednostek, wytwarzają strukturę tego, czym jest dany aktor. Na przykład wzory oczekiwań związane z tym, co to znaczy być mężczyzną bądź kobietą, oraz praktyki kojarzone z płcią kulturową w odmienny sposób konstruują mężczyzn i kobiety jako podmioty. Podmiotowość genderowa umożliwia zatem działanie w konkretny, uwarunkowany przez płeć społeczną sposób.
Teoria strukturacji Giddensa odnosi się do zagadnienia wytwarzania i odtwarzania struktury społecznej w wyniku działania aktorów społecznych. Jego zdaniem, uregulowana sfera ludzkiej aktywności nie jest wynikiem pojedynczych działań poszczególnych osób, ale podlega ciągłemu stwarzaniu od nowa przez wykorzystanie tych samych środków, za pomocą których wyrażają oni siebie jako aktorzy. W swych działaniach i poprzez nie podmioty jako sprawcy działania odtwarzają okoliczności, które sprawiają, że działania te są możliwe.
Kluczowym elementem tej teorii jest pojęcie „dwoistości struktury”, zgodnie z którym struktury nie tylko ograniczają jednostkę, ale również stwarzają dla niej pewne możliwości twórcze. Poszczególni aktorzy podlegają zdeterminowaniu przez siły społeczne, które leżą poza ich zasięgiem jako indywidualnych podmiotów. Te struktury umożliwiają im jednak jako podmiotom działanie.

### Sprawczość w studiach kulturowych
Chris Barker stwierdza, że należy odróżnić pojęcie niczym nieograniczonego działania sprawczego, zgodnie z którym sprawcy działania ustanawiają samych siebie, od koncepcji działania sprawczego wytworzonego społecznie. Jego zdaniem poglądu, że sprawcy działania są wolni w sensie „braku zdeterminowania” nie da się obronić, ponieważ niczym niezdeterminowany, pozbawiony jakiegokolwiek wpływu akt ludzkiego działania musiałby powstać spontanicznie z niczego, co byłoby trudne do zrealizowania, a także, co widoczne jest między innymi w pracach Foucaulta i Giddensa, zaistnienie podmiotów jest uwarunkowane przez siły społeczne, ulokowane poza nimi jako poszczególnymi osobami.
Przejawem działania sprawczego są czyny, które prowadzą do dokonania zmian o charakterze pragmatycznym. Działanie sprawcze polega na wyborze X zamiast Y jako sposobu postępowania. Ze względu na to, że działanie sprawcze jest wytwarzane w sposób społeczny i ma charakter zróżnicowany, niektórzy aktorzy mogą działać na większej liczbie obszarów niż inni. Osoby, które osiągnęły wyższy poziom formalnej edukacji lub zgromadziły znaczniejszy majątek, mają więcej możliwości działania niż inni.
Wybór X zamiast Y jako sposobu postępowania nie oznacza, że dokonywany on jest w sposób całkowicie niezależny. Jednostka stoi przed wieloma przypadkowymi wyborami i nie ma pewnych podstaw, na których te wybory mogłyby się opierać. Część ludzkich działań i wyborów jest uwarunkowana przez czynniki spoza obszaru świadomości sprawcy lub ma charakter rutynowy. Bardzo często człowiek w ogólne nie dokonuje świadomego wyboru, ale idzie po wytyczonej w sposób społeczny, zrutynizowanej ścieżce. Dodatkowo, rozważając skutki swych wcześniejszych działań, człowiek dokonuje oceny wartościującej tego, co jest najlepszym sposobem postępowania. Wartości, na których ocena ta się opiera i na podstawie których dokonuje wyborów, zostały w człowieku zaszczepione wcześniej, w wyniku procesu społecznego.
Według Barkera sprawstwo zawsze podlega zdeterminowaniu. Jest to ukształtowana społecznie zdolność działania i żadna jednostka nie jest wolna w sensie braku uwarunkowań. Nie oznacza to jednak, że nie można mówić o niemożności innowacji i zmiany. Możliwość ich zaistnienia wynika z faktu, że ludzie są jednostkami niepowtarzalnymi i interdyskursywnymi, a dyskursy, które ustanawiają społeczeństwo, bywają między sobą sprzeczne. Jednostkowość działania można rozumieć w kategoriach konkretnych sposobów aranżacji zasobów społecznych. Oznacza to, że choć wszyscy ludzie podlegają „piętnu historii”, to poszczególne, jednostkowe formy, konkretne układy elementów dyskursywnych, są niepowtarzalne.

## Sprawczość ludzka a sprawczość bytów nie-ludzkich
Wielu przedstawicieli nowoczesnych badań społecznych, zwłaszcza posthumanistyki i performatyki, rozszerza sprawstwo na byty nie-ludzkie. Coraz częściej mówi się o sprawstwie artefaktów (rzeczy; materii nieożywionej) i ekofaktów (byty biologiczne). Jak podkreśla Ewa Domańska, nie jest im jednakże przypisywana właściwa bytom ludzkim intencjonalność działania, a chodzi raczej o zwrócenie uwagi na fakt, że zmiany w rzeczywistości są efektem procesów i kooperacji różnego rodzaju podmiotów sprawczych. Pytanie o sprawstwo należy więc, jej zdaniem, rozpocząć od pytania o to, kto uczestniczy w danym działaniu.
Istotny jest kontekst projektu socjologii krytycznej Bruno Latoura, nauki śledzącej różnego rodzaju związki i budowanie się tych związków między elementami, które przed powstaniem tych związków nie były społeczne. Proponuje zastąpić pojęcie społeczności, pojęciem kolektywu (ang. collective), terminem, który podkreślałby współbytowanie bytów ludzkich i nie-ludzkich. Zdaniem Latoura, rozumienie działania w kategorii intencjonalności wskazuje na sprawstwo człowieka, stanowi ograniczenie, ponieważ jego zdaniem również artefakty i ekofakty powinny mieć status aktorów – aktywnych podmiotów sprawczych. Pisząc o sprawstwie bytów nie-ludzkich, Latour posługuje się metaforą teatru. Jego zdaniem nigdy nie jest pewne, kto i co działa, jak w przypadku aktora, który na scenie nigdy nie jest sam – jest elementem w sieci działających podmiotów sprawczych.
Amerykański filozof nauki, Andrew Pickering, pisze o sprawstwie w kontekście dwóch istniejących w nauce idiomów: przedstawieniowego i performatywnego. Ograniczeniem idiomu przedstawieniowego, jego zdaniem należącego już do tradycji, jest to, iż interesuje go jedynie ludzkie sprawstwo. W idiomie performatywnym mocą sprawczą obdarzeni są nie tylko ludzie, lecz także byty nie-ludzkie. Pickering nawołuje do symetrycznego widzenia sprawstwa: działają zarówno ludzie, jak i byty nie-ludzkie (choć oczywiście działają one w sposoby, nie sprowadzające się do ludzkich metod działania).